# Hope (Alaska)
Hope è un census-designated place (CDP) degli Stati Uniti d'America, situato nello Stato dell'Alaska e in particolare nel Borough della Penisola di Kenai.

## Geografia
La cittadina di Hope si trova all'estremità settentrionale della penisola di Kenai (Kenai Peninsula), sulla costa meridionale della baia di Turnagain (Turnagain Arm) parte terminale della più grande baia di Cook (Cook Inlet) del golfo dell'Alaska (Gulf of Alaska). La comunità è insediata vicino alla foce del fiume Resurrection (Resurrection Creek) e confina a est con la comunità di Sunrise. Hope è alla fine della valle segnata dal fiume Resurrection, una valle in passato ricca di miniere. La cittadina si trova inoltre all'estremo limite occidentale dell'area protetta Foresta nazionale di Chugach (Chugach National Forest) e confina con un'altra area protetta: Kenai National Wildlife Refuge.

## Storia
La città venne fondata nel 1896 come "campo minerario" del fiume Resurrection. Al massimo del "periodo d'oro" ha ospitato 3.000 persone. Il terremoto del 1964 distrusse parte della città (ora sommersa dalle maree).

## Clima
Hope ha un clima subartico di tipo continentale secco-estivo (Köppen "Dsc"). Le temperature invernali vanno da −10 a −3 °C; le temperature estive variano da 7 a 18 °C. La precipitazione media annuale è di 510 mm (per la neve è di 189 mm). La temperatura registrata più alta è di 28 °C nel mese di giugno; quella più bassa è di -35 °C nel mese di gennaio.

## Accessi e turismo
L'unico accesso alla città è l'autostrada Hope (Hope Highway) lunga 27 chilometri che inizia dal bivio al miglio 55,7 (89,6 km da Seward) dell'Autostrada Seward (Seward Highway). Le distanze dalle città più vicine sono: Anchorage 141 km, Seward 115 km e Soldotna 146 km.
All'entrata della cittadina è allestito il "Museo storico e minerario di Hope-Sunrise" (Hope-Sunrise Mining Museum) dove sono raccolte diverse testimonianze e vestigia dei primi minatori della zona. Qui inizia (o termina) il leggendario sentiero Resurrection Pass Trail di 63 chilometri che attraversa la penisola di Kenai.  Alla fine della "autostrada Hope" si trova il rustico campeggio (non attrezzato) "Porcupine Campground" dal quale un sentiero di 6 miglia ("Gull Rock Trail") porta ad uno spuntone di roccia alto 42 metri sulla baia di Turnagain.

## Galleria d'immagini

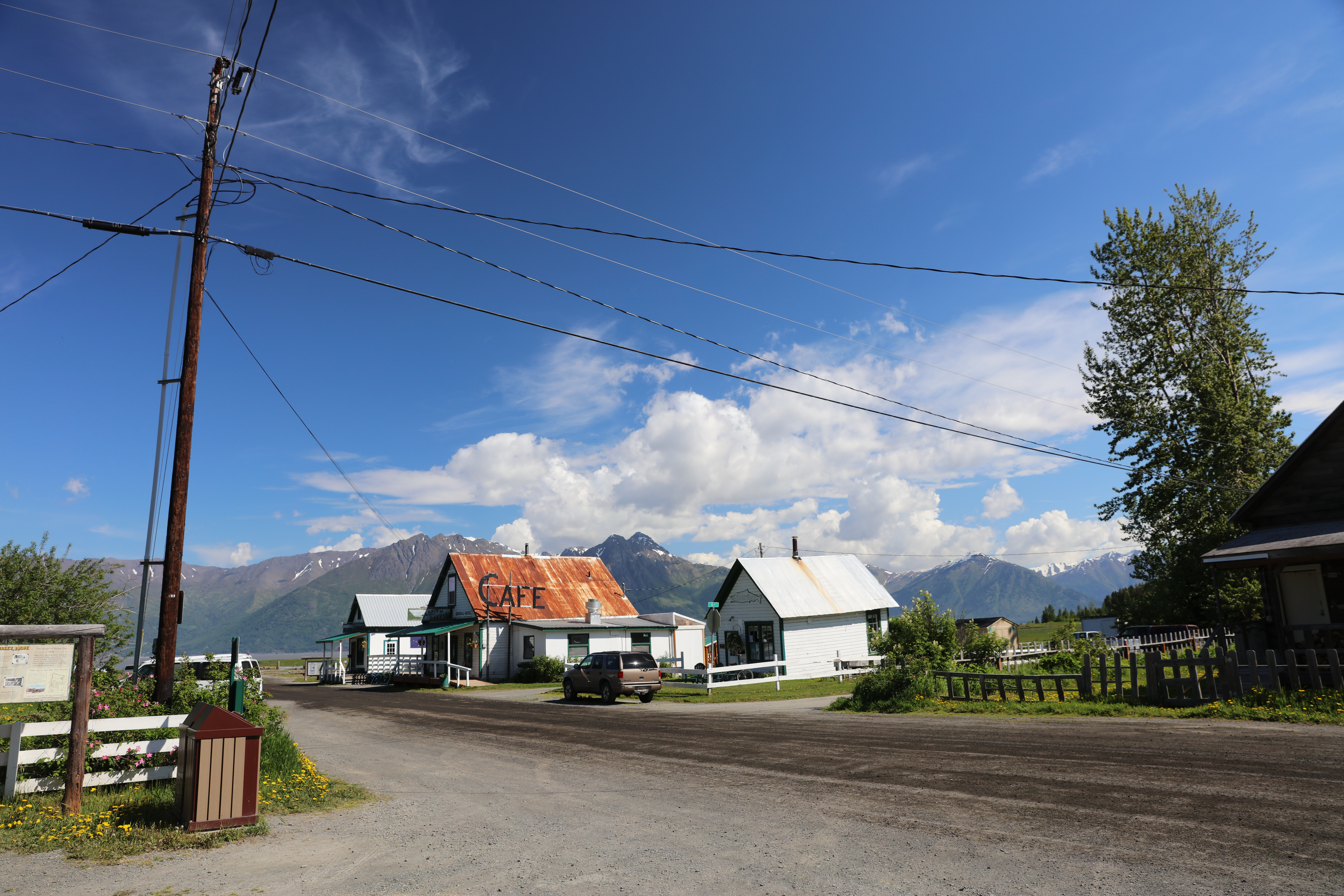
La via principale
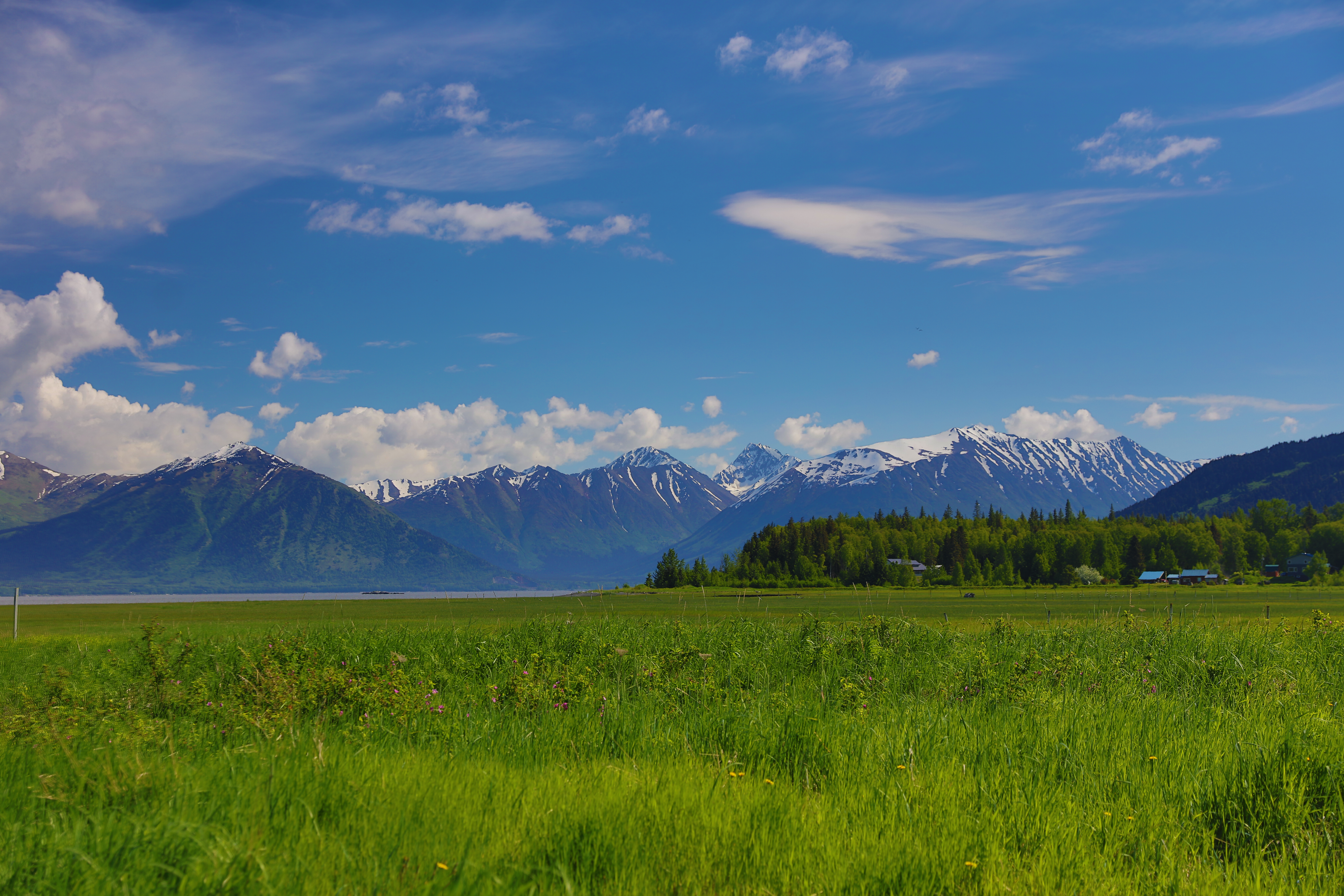
Panorama verso la baia Turnagain e i monti Chugach
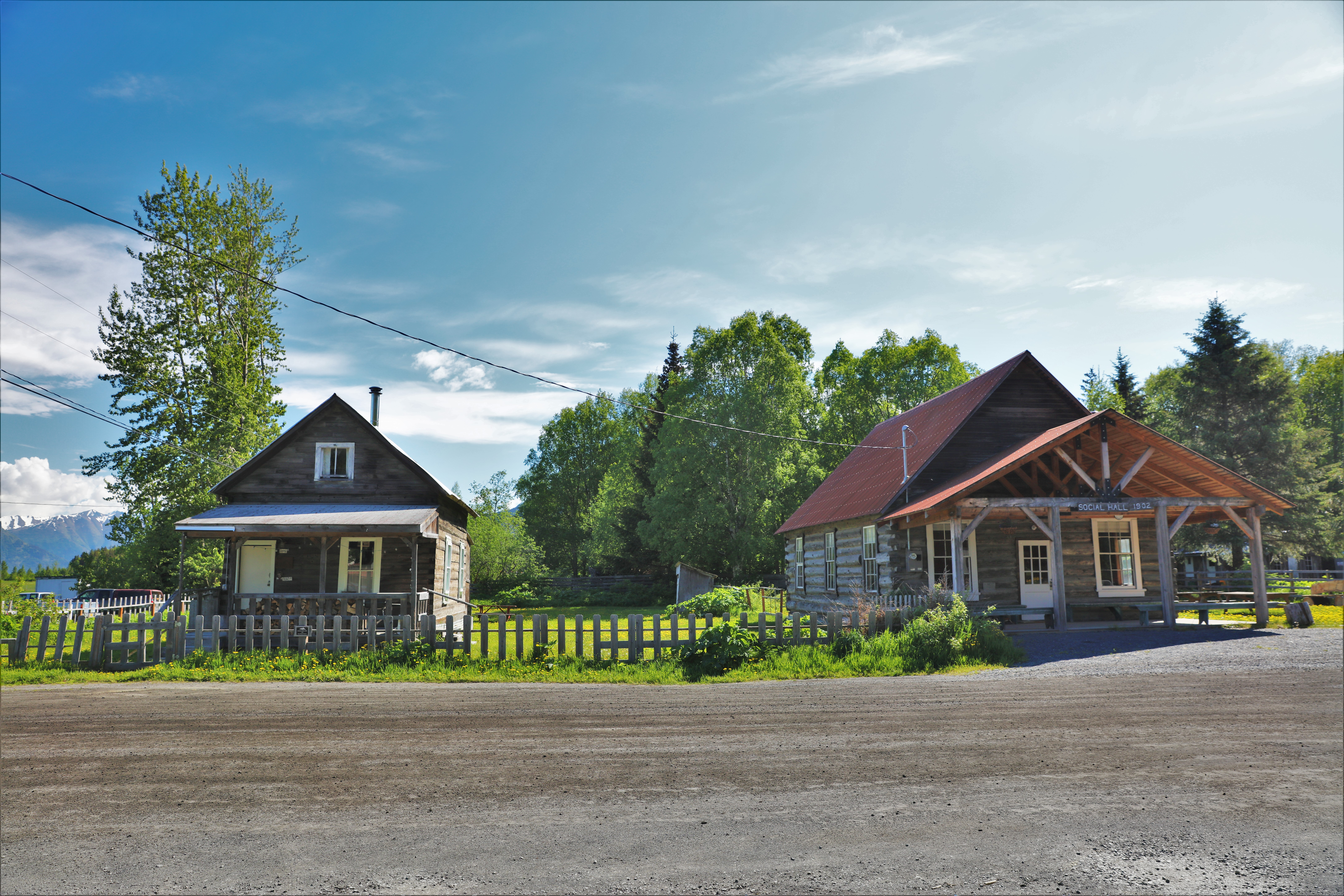
Alcune case di Hope
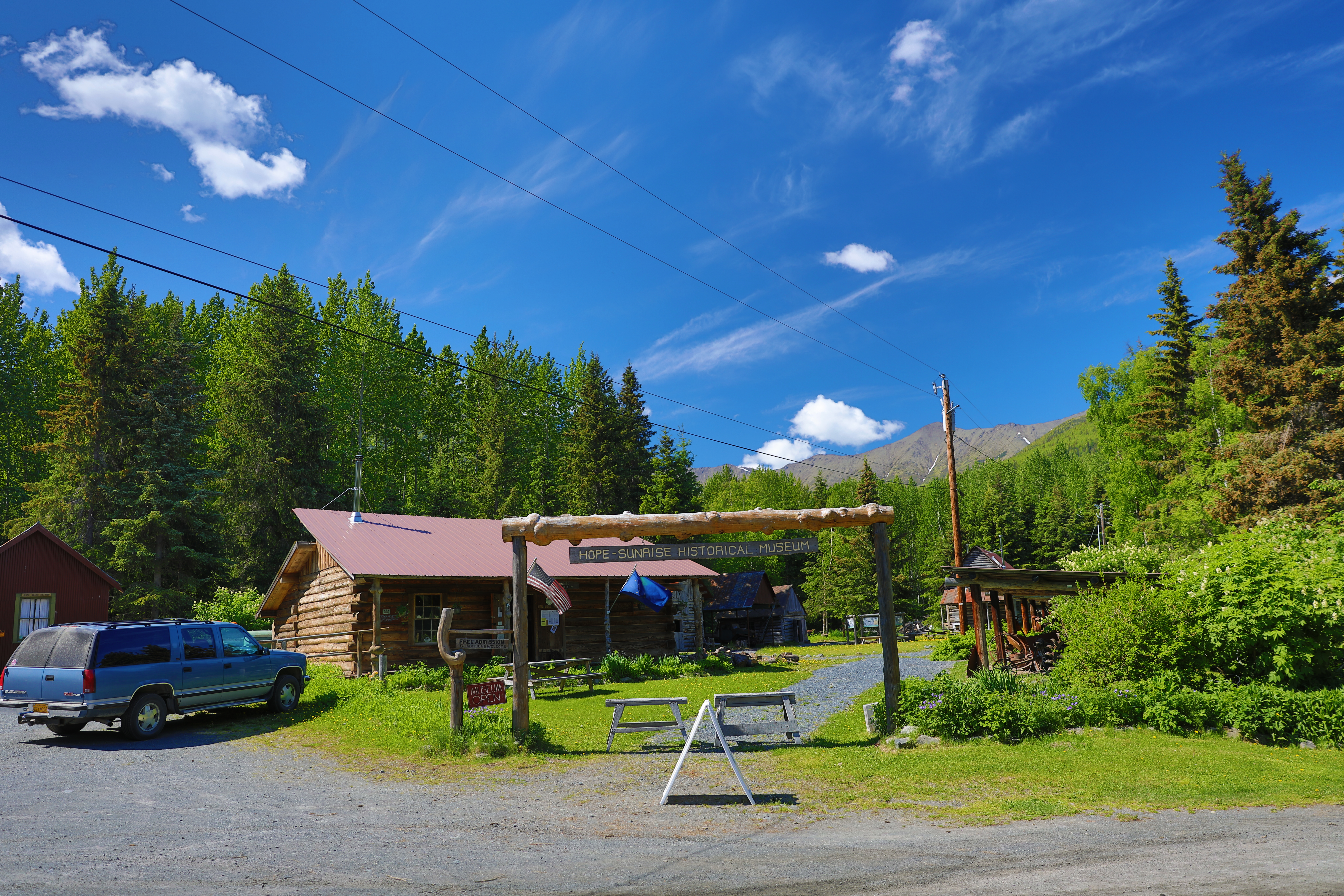
Il museo storico e minerario
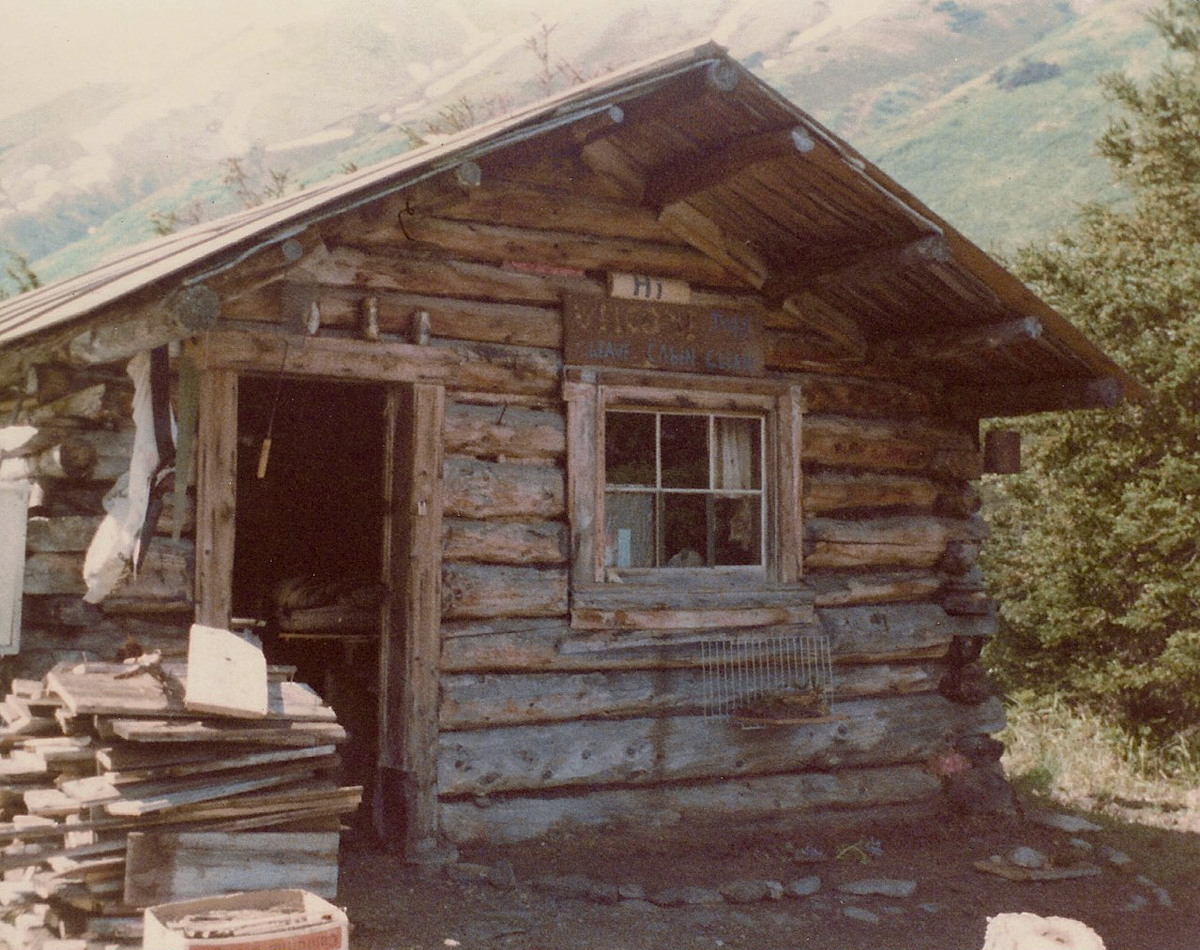
Cabin near Hope, up Palmer Valley Road, part of the old Dowling Mine.